# Jaguar R3
O Jaguar R3 é o modelo da Jaguar Racing da temporada de 2002 da Fórmula 1. Condutores: Eddie Irvine e Pedro de la Rosa. 

## Resultados[1]
(legenda) 
| Ano  | Chassi | Motor             | Pneus | N° | Pilotos          | 1   | 2   | 3   | 4   | 5   | 6   | 7   | 8   | 9   | 10  | 11  | 12  | 13  | 14  | 15  | 16  | 17  | Pontos | Posição |  |
| ---- | ------ | ----------------- | ----- | -- | ---------------- | --- | --- | --- | --- | --- | --- | --- | --- | --- | --- | --- | --- | --- | --- | --- | --- | --- | ------ | ------- |  |
|      |        |                   |       |    |                  |     |     |     |     |     |     |     |     |     |     |     |     |     |     |     |     |     |        |         |  |
|      |        |                   |       |    |                  | AUS | MAL | BRA | SMR | ESP | AUT | MON | CAN | EUR | GBR | FRA | GER | HUN | BEL | ITA | USA | JPN |        |         |  |
| 2002 | R3     | Cosworth CR-3 V10 | M     | 16 | Eddie Irvine     | 4   | Ret | 7   | Ret | Ret | Ret | 9   | Ret | Ret | Ret | Ret |     |     |     |     |     |     | 8      | 7º      |  |
| 2002 | R3     | Cosworth CR-3 V10 | M     | 17 | Pedro de la Rosa | 8   | 10  | 8   | Ret | Ret | Ret | 10  | Ret | 11  | 11  | 9   |     |     |     |     |     |     | 8      | 7º      |  |
| 2002 | R3     | Cosworth CR-4 V10 | M     | 16 | Eddie Irvine     |     |     |     |     |     |     |     |     |     |     |     | Ret | Ret | 6   | 3   | 10  | 9   | 8      | 7º      |  |
| 2002 | R3     | Cosworth CR-4 V10 | M     | 17 | Pedro de la Rosa |     |     |     |     |     |     |     |     |     |     |     | Ret | 13  | Ret | Ret | Ret | Ret | 8      | 7º      |  |